# Shiki-jitsu
Pour plus de détails, voir Fiche technique et Distribution.
Shiki-jitsu (式日), également connu sous le titre Ritual, est un film japonais réalisé par Hideaki Anno et sorti en 2000.

## Synopsis
Les destins d'un réalisateur introverti et d'une fille paumée et quelque peu dérangée s'entrecroisent.

## Fiche technique
- Titre original : Shiki-jitsu (式日?)
- Titre international : Ritual
- Réalisateur : Hideaki Anno
- Production : Studio Kajino Company, Tokuma Shoten
- Scénario : Hideaki Anno, Ayako Fujitani
- Musique : Takashi Kako
- Pays de production :  Japon
- Langue originale : japonais
- Durée : 128 minutes
- Dates de sortie : 
  - Japon : 7 décembre 2000[1]

## Distribution
- Shunji Iwai
- Ayako Fujitani
- Jun Murakami
- Shinobu Ōtake